# Heinz Weis
Heinz Weis (ur. 14 lipca 1963 w Trewirze) – niemiecki lekkoatleta, młociarz, czterokrotny olimpijczyk (1988, 1992, 1996, 2000).

## Sukcesy
- złoto podczas Uniwersjady (Kobe 1985)
- 5. miejsce na Igrzyskach olimpijskich (Seul 1988)
- 3 zwycięstwa podczas Superligi Pucharu Europy (Gateshead 1989, Monachium 1997 oraz Petersburg 1998)
- 3. lokata w Finale Grand Prix IAAF (Ateny 1990)
- brązowy medal Mistrzostw Świata w Lekkoatletyce (Tokio 1991)
- 6. miejsce na Igrzyskach olimpijskich (Barcelona 1992)
- brąz Mistrzostw Europy w Lekkoatletyce (Helsinki 1994)
- 5. miejsce na Igrzyskach olimpijskich (Atlanta 1996)
- 3. lokata w Finale Grand Prix IAAF (Mediolan 1996)
- złoty medal podczas Mistrzostw Świata w Lekkoatletyce (Ateny 1997)
- 2. miejsce w Pucharze świata (Johannesburg 1998)

Rekord życiowy Weisa w rzucie młotem wynosi 83,04 m (1997).